# Vikingskipet
El Vikingskipet, també conegut amb el nom de Vikingskipet Olympic Arena, Hamar Olympiahall Vikingskipet o Estadi Olímpic de Hamar, és un complex esportiu situat a la ciutat noruega de Hamar i destinat a la pràctica del patinatge de velocitat sobre gel, futbol i bandy, així com concerts musicals.
Construït el 1993, amb una teulada amb forma de vaixell viking i amb una capacitat per a 10.000 persones, la seva inauguració es produí en la celebració del Campionat del Món de ciclisme en pista. Amb motiu de la realització dels Jocs Olímpics d'Hivern de 1994 celebrats a Lillehammer fou seu de la competició de patinatge de velocitat sobre gel.
Al llarg dels anys ha estat seu dels Campionat del Món de patinatge de velocitat sobre gel els anys 1993 (homes), 1999, 2004 i 2009, i del Campionat d'Europa de patinatge de velocitat sobre gel els anys 1994, 2000, 2006 i 2010.